# Spudaea pallida
Spudaea pallida là một loài bướm đêm trong họ Noctuidae.